# 桑螵蛸散
桑螵蛸散是中藥的一種藥方，有記載於本草衍義，已收錄入清人汪昂所著《醫方集解》。
1.其藥方為：桑螵蛸、人參、茯苓、龍骨、龜板、菖蒲、遠志、當歸等。
2.該藥方主治：小便頻數、或如米泔、心神恍惚、健忘、遺尿、遺精、舌淡苔白、脈細弱。有助於治療泌尿相關的疾病如糖尿病、頻尿、遺尿等。

## 外部連結
- 桑螵蛸散 中藥方劑圖像數據庫 (香港浸會大學中醫藥學院) （中文）（英文）
- 桑螵蛸 中藥材圖像數據庫  (香港浸會大學中醫藥學院) （中文）（英文）